# Dança na China

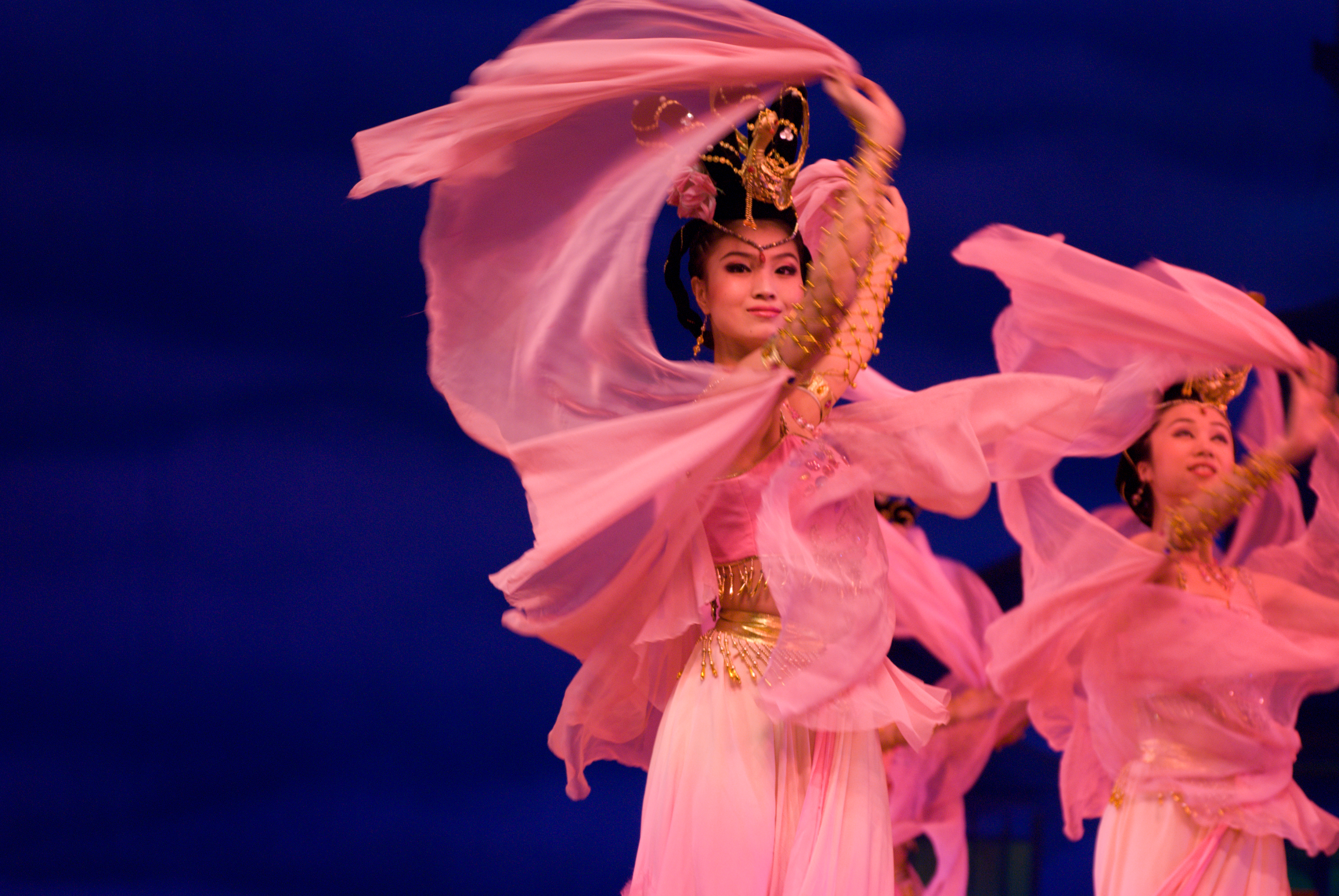
Uma mulher chinesa dançando.

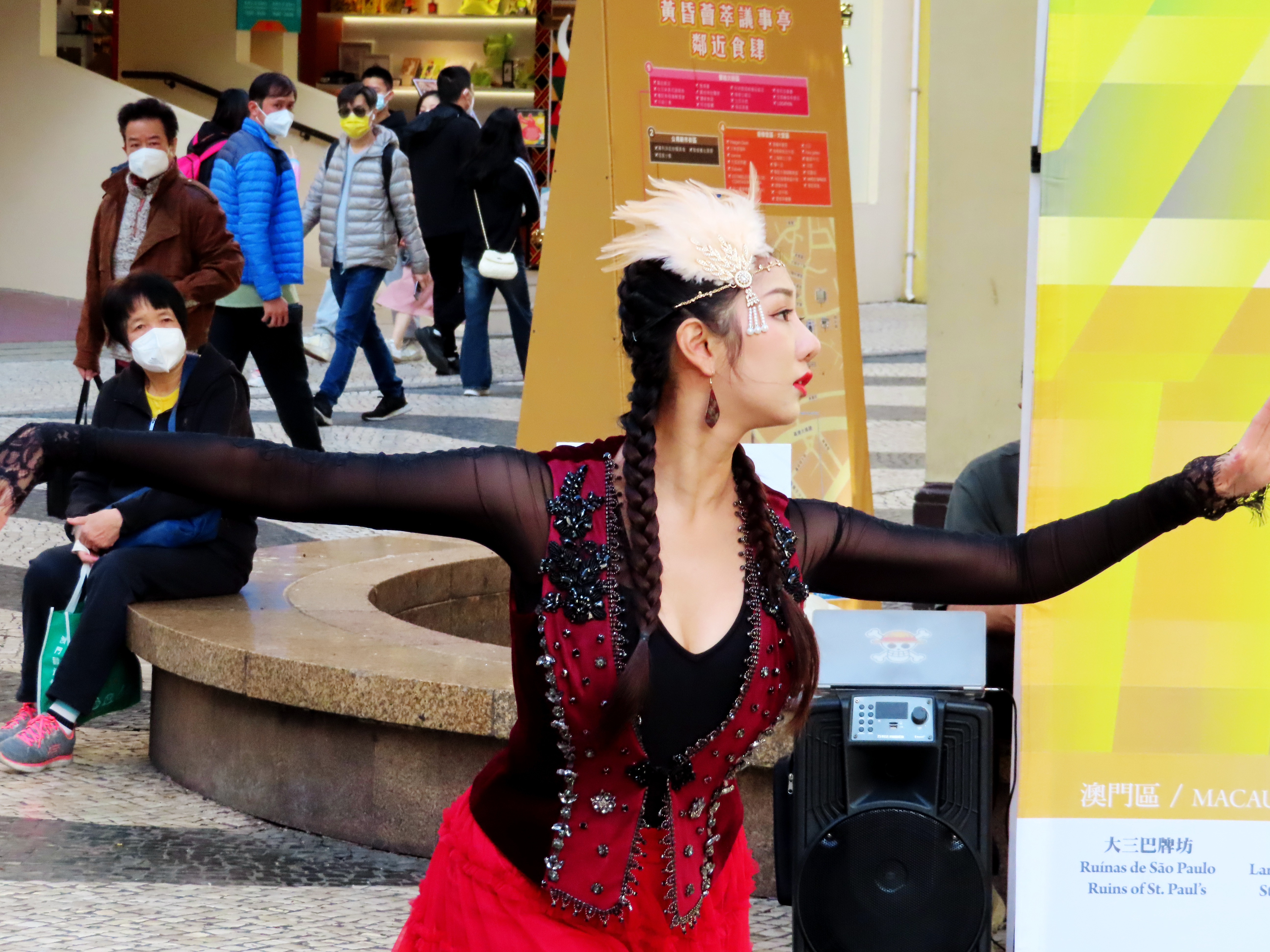
Dança folclórica chinesa.

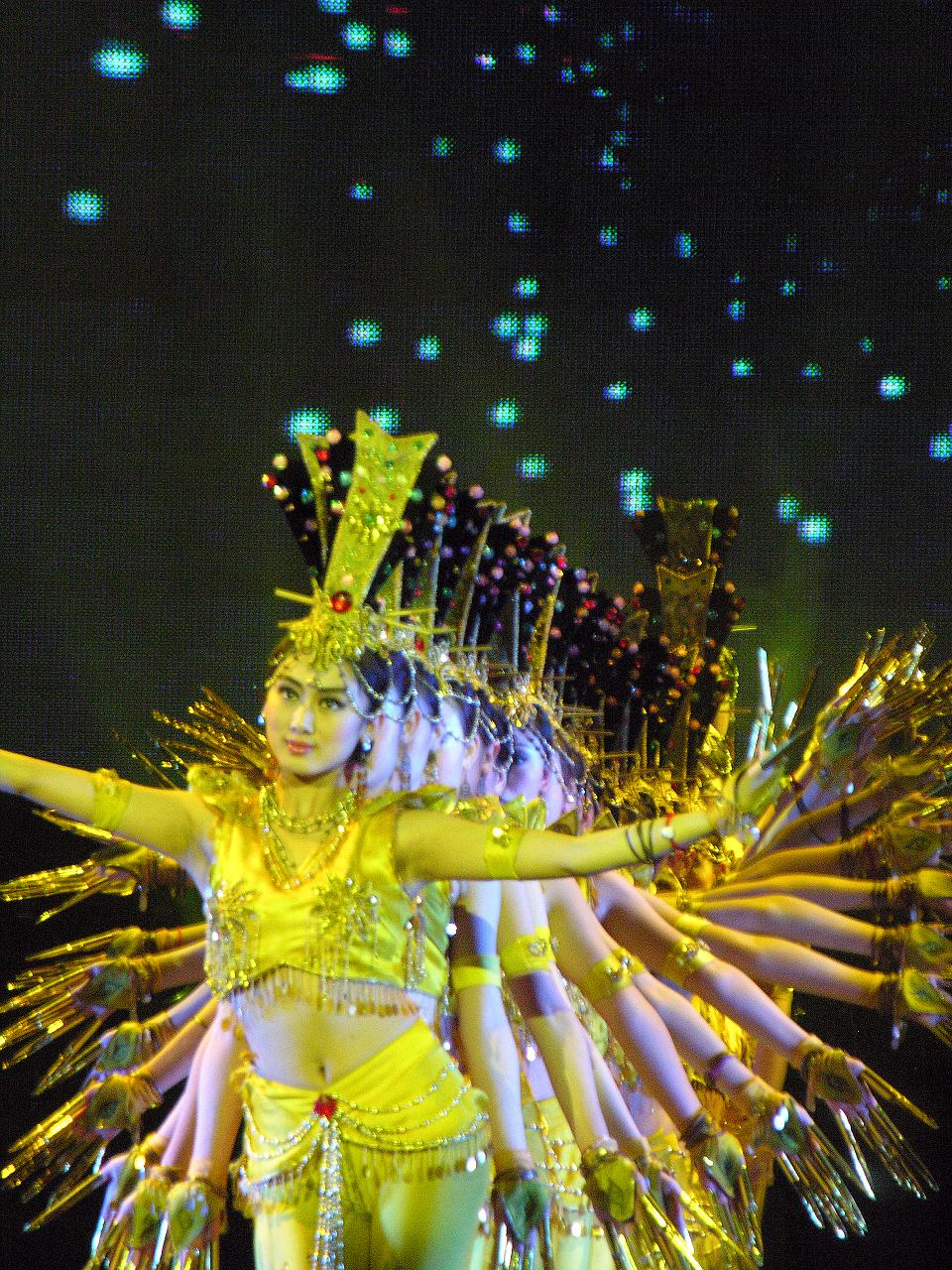
Coreografia moderna sobre temas tradicionais – esta dança, popularmente chamada de dança do Bodhisattva das Mil Mãos, é baseada em pinturas e esculturas da divindade Guanyin com 1.000 mãos.

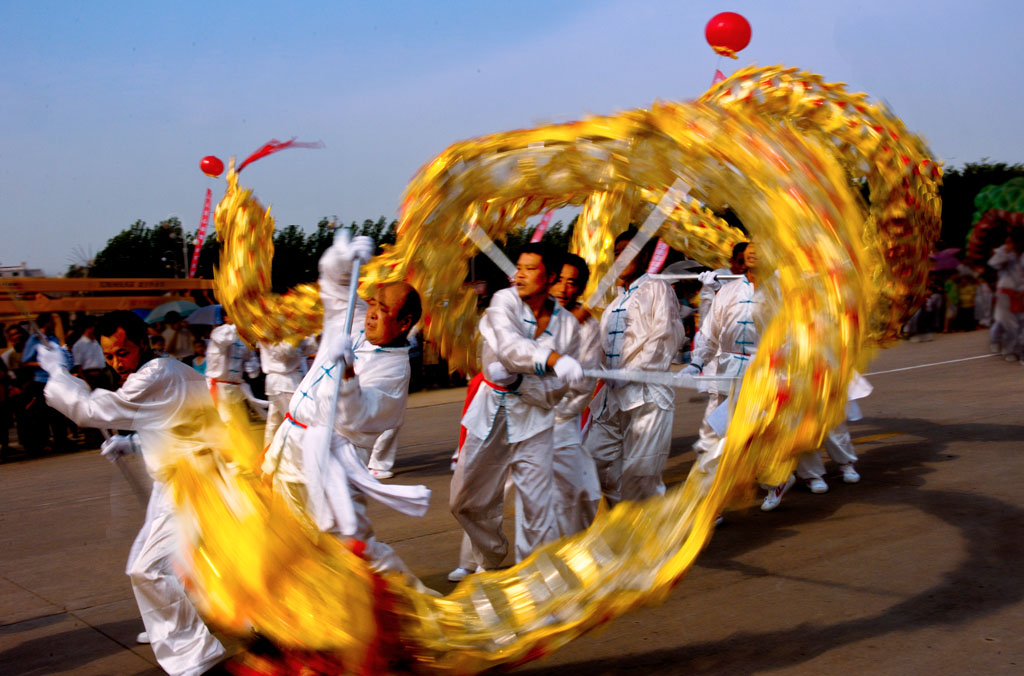
A dança do dragão.

A Dança na China é uma forma de arte altamente variada, composta por muitos gêneros de dança modernos e tradicionais. As danças cobrem uma ampla variedade, de danças folclóricas a apresentações de ópera e balé, e podem ser usadas em celebrações públicas, rituais e cerimônias. Também existem 56 grupos étnicos oficialmente reconhecidos na China, e cada grupo minoritário étnico na China também tem suas próprias danças folclóricas. Fora da China, as danças chinesas mais conhecidas atualmente são a dança do dragão e a dança do leão.